# Santa Bárbara d'Oeste
Santa Bárbara d'Oeste est une ville brésilienne de l'État de São Paulo. Sa population était estimée à 188 417 habitants en 2006. La municipalité s'étend sur 271 km2. La ville fait partie du Complexe Métropolitain Étendu, la macro-métropole qui compte plus de 30 millions d'habitants et représente environ 75 % de la population de São Paulo.
La ville a été émancipée de la Constituição (aujourd'hui Piracicaba) dans les années 1900. Cependant, sa fondation est considérée comme ayant eu lieu en 1818, car c'est l'année où l'église principale locale a été construite, l'anniversaire étant le 4 décembre, en l'honneur de sainte patronne Santa Bárbara, qui a également servi de référence pour le nom de la municipalité. Margarida da Graça Martins est considérée comme la fondatrice de la ville, car elle a fait don du terrain pour la construction de l'église, ce qui en fait la première municipalité brésilienne fondée par une femme. La ville est également considérée comme le berceau de l'industrie automobile au Brésil, car elle a été responsable de la production de la première automobile au Brésil. Aujourd'hui, Santa Bárbara d'Oeste est formée uniquement par la capitale, sans districts, étant subdivisée seulement par ses un peu plus de 130 quartiers.

## Maires
| Période | Période | Identité          | Étiquette | Qualité |
| ------- | ------- | ----------------- | --------- | ------- |
| 2009    | 2012    | Mário Celso Heins | PDT       |         |

## Religion
Le christianisme est présent dans la ville comme suit:

### Église Catholique
L'église catholique de la commune fait partie du Diocèse de Piracicaba.

### Église Protestante
Les croyances évangéliques les plus diverses sont présentes dans la ville, principalement pentecôtistes, notamment les Assemblées de Dieu brésiliennes (la plus grande église évangélique du pays),, Congrégation Chrétienne au Brésil, entre autres. Ces dénominations se développent de plus en plus dans tout le Brésil.

## Personnalités
- Raphael Claus (1979-) : arbitre de football, né à Santa Bárbara d'Oeste ;
- César Cielo (1987-) : nageur, né à Santa Bárbara d'Oeste.